# Radio 1 Established 1967
Radio 1 Established 1967 est un double album réalisé en 2007 par la radio anglaise BBC Radio 1 pour célébrer ses 40 ans d’existence.

Le concept de l'album était de faire figurer 40 chansons de 1967 (année de la création de la radio) à 2006, reprises par des artistes actuels.

Les artistes participants ont dû se répartir les années et choisir un titre classé dans le Top 20 de l'année correspondante, néanmoins le groupe qui choisissait l'année 1967 devait faire la reprise de Flowers in the Rain du groupe The Move, qui fut le premier titre diffusé à l'antenne de la radio (le 30 septembre 1967). Les artistes participants et originaux sont presque tous britanniques, à quelques exceptions (Bob Dylan, Madonna, Huey Lewis and the News, etc. pour les originaux, Foo Fighters, Mika & Armand Van Helden, The Gossip etc. pour les participants). Les chansons sont en tout cas toutes en anglais.

## CD 1
| #  | Titre                    | Artiste                   | Artiste                | Année |
| -- | ------------------------ | ------------------------- | ---------------------- | ----- |
| 1  | Flowers in the Rain (en) | Kaiser Chiefs             | The Move               | 1967  |
| 2  | All Along the Watchtower | The Fratellis             | Bob Dylan              | 1968  |
| 3  | Cupid                    | Amy Winehouse             | Sam Cooke              | 1969  |
| 4  | Lola                     | Robbie Williams           | The Kinks              | 1970  |
| 5  | Your Song                | The Streets               | Elton John             | 1971  |
| 6  | Betcha by Golly Wow!     | Sugababes                 | The Stylistics         | 1972  |
| 7  | You're So Vain           | The Feeling               | Carly Simon            | 1973  |
| 8  | Band on the Run          | Foo Fighters              | Paul McCartney & Wings | 1974  |
| 9  | Love Is the Drug         | Kylie Minogue             | Roxy Music             | 1975  |
| 10 | Let's Stick Together     | KT Tunstall               | Bryan Ferry            | 1976  |
| 11 | Sound and Vision*        | Franz Ferdinand           | David Bowie            | 1977  |
| 12 | Teenage Kicks            | The Raconteurs            | The Undertones         | 1978  |
| 13 | Can't Stand Losing You   | Mika VS Armand Van Helden | The Police             | 1979  |
| 14 | Too Much Too Young       | Kasabian                  | The Specials           | 1980  |
| 15 | Under Pressure           | Keane                     | Queen & David Bowie    | 1981  |
| 16 | Town Called Malice       | McFly                     | The Jam                | 1982  |
| 17 | Come Back and Stay       | James Morrison            | Paul Young             | 1983  |
| 18 | Careless Whisper         | The Gossip                | George Michael         | 1984  |
| 19 | The Power of Love        | The Pigeon Detectives     | Huey Lewis & the News  | 1985  |
| 20 | Don't Get Me Wrong       | Lily Allen                | The Pretenders         | 1986  |

* - chœurs assurés par les Girls Aloud

## CD 2
| #  | Titre                        | Artiste             | Artiste                                                                          | Année |
| -- | ---------------------------- | ------------------- | -------------------------------------------------------------------------------- | ----- |
| 1  | You Sexy Thing               | Stereophonics       | Hot Chocolate / T-Shirt                                                          | 1987  |
| 2  | Fast Car                     | Mutya Buena         | Tracy Chapman                                                                    | 1988  |
| 3  | Lullaby                      | Editors             | The Cure                                                                         | 1989  |
| 4  | Englishman in New York       | Razorlight          | Sting                                                                            | 1990  |
| 5  | Crazy for You                | Groove Armada       | Madonna                                                                          | 1991  |
| 6  | It Must Be Love              | Paolo Nutini        | Madness                                                                          | 1992  |
| 7  | All That She Wants           | The Kooks           | Ace of Base                                                                      | 1993  |
| 8  | You're All I Need to Get By  | Mark Ronson         | Method Man & Mary J. Blige                                                       | 1994  |
| 9  | Stillness in Time            | Calvin Harris       | Jamiroquai                                                                       | 1995  |
| 10 | No Diggity                   | Klaxons             | Blackstreet                                                                      | 1996  |
| 11 | Lovefool                     | Just Jack           | The Cardigans                                                                    | 1997  |
| 12 | Ray of Light                 | Natasha Bedingfield | Madonna                                                                          | 1998  |
| 13 | Drinking in L.A.             | The Twang           | Bran Van 3000                                                                    | 1999  |
| 14 | The Great Beyond             | The Fray            | R.E.M.                                                                           | 2000  |
| 15 | Teenage Dirtbag              | Girls Aloud         | Wheatus                                                                          | 2001  |
| 16 | Like I Love You              | Maxïmo Park         | Justin Timberlake                                                                | 2002  |
| 17 | Don't Look Back into the Sun | The View            | The Libertines                                                                   | 2003  |
| 18 | Toxic                        | Hard-Fi             | Britney Spears                                                                   | 2004  |
| 19 | Father and Son               | The Enemy           | Yusuf Islam (précédemment connu sous le pseudo de "Cat Stevens") & Ronan Keating | 2005  |
| 20 | Steady, As She Goes          | Corinne Bailey Rae  | The Raconteurs                                                                   | 2006  |